# Alfred Twardecki

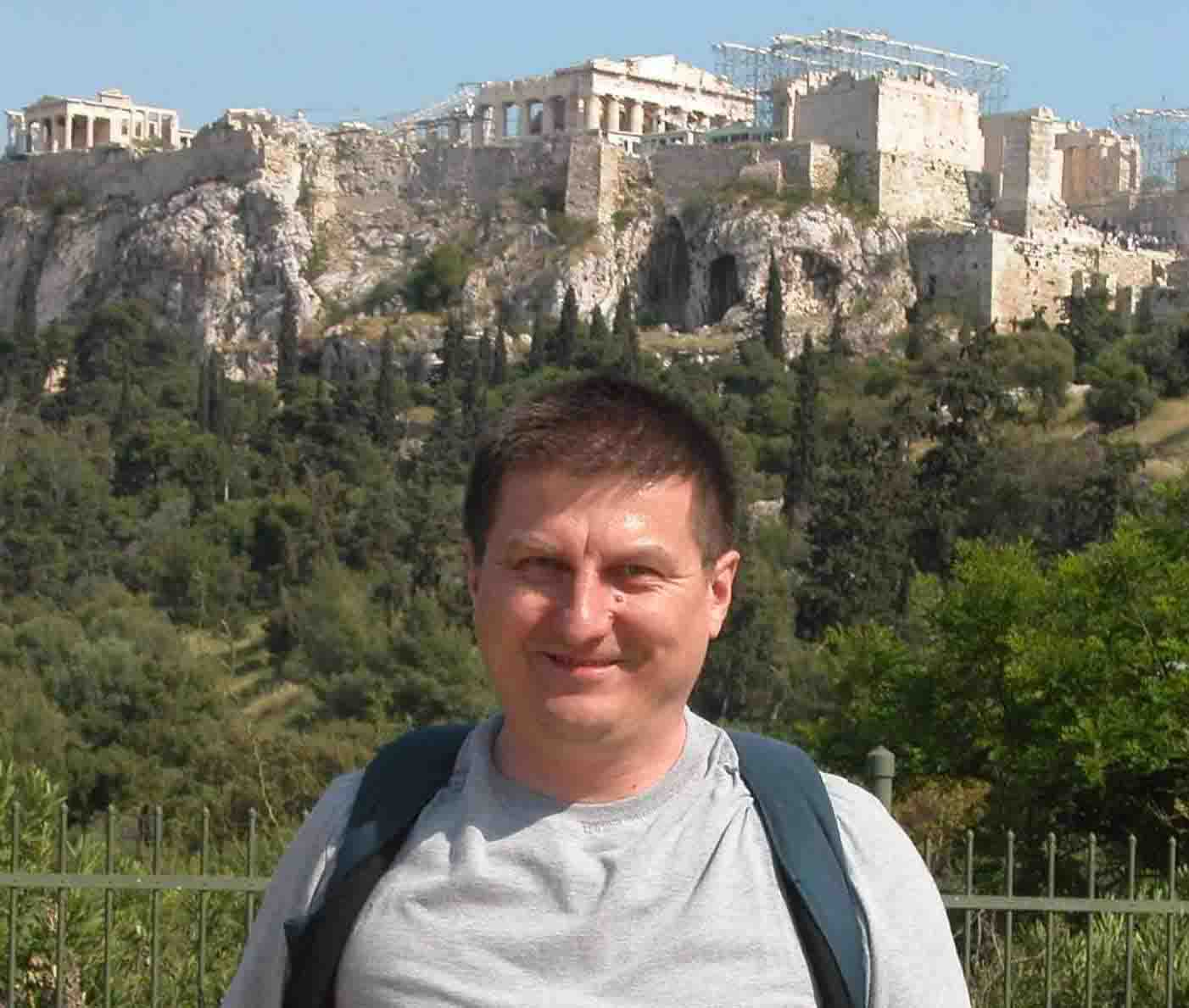
Alfred Twardecki vor der Akropolis (2008)

Alfred Twardecki (* 4. Februar 1962 in Warschau) ist ein polnischer Althistoriker und Epigraphiker.
Er ist der Sohn von Alojzy und Jolanta Twardecki. Er besuchte die Warschauer Antonii-Dobiszewski-Oberschule, die er mit dem Abitur abschloss. Anschließend studierte er an der Warschauer Universität Geschichte und schloss 1986 als Magister ab. Ab 1986 arbeitete er an seiner Universität am Lehrstuhl für Alte Geschichte des Historischen Instituts. Seit 1991 arbeitet er in der „Sammlung für Antike Kunst“ des Nationalmuseums in Warschau, zuerst als Assistent, dann als Adjunkt und seit einigen Jahren als Kustos. Seit 1994 ist er Leiter des wissenschaftlichen Programms für die Zusammenarbeit des Nationalmuseums zu Warschau mit dem Museum in Kertsch (Ukraine, Krim). Zudem ist er seit 2008 Leiter des archäologischen Projekts Tyritake des Nationalmuseums Warschau. Seit dem 1. Februar 2012 leitet er als Kurator die Sammlung Antike und Ostchristliche Kunst des Nationalmuseums in Warschau.
Twardecki war Stipendiat des DAAD.
Er ist Autor einiger Fachbücher und mehrerer Artikel sowohl in Fach- als auch in populären Zeitschriften, die sich alle mit der altgriechischen Geschichte befassen. Ferner übersetzt er Texte aus dem Altgriechischen und dem Englischen ins Polnische.
Er ist verheiratet und hat zwei Kinder.

## Schriften
- Artikel
  - Grecja a Wschód w świetle liryki archaicznej, Meander, 7-8 (1987), S. 375 ff (Griechenland und der Orient im Licht archaischer Lyrik)
  - Król Midas - antyczna tradycja literacka a badania archeologiczne, Studia i Materiały Archeologiczne, 8 (1991), S. 65–121 (etwa: König Midas - literarische Traditionen der Antike und die Ergebnisse archäologischer Forschung)
  - Marina - nowe polskie stanowisko archeologiczne w Egipcie. Próba lokalizacji na mapie Egiptu grecko-rzymskiego, Studia i Materiały Archeologiczne, 9 (1992), S. 107–118
  - A new Funerary Stela in the Collection of the National Museum in Warsaw, Zeitschrift für Papyrologie und Epigraphik, 95 (1993), S. 156–158
  - Weihinschrift für Hermes oder Souchos?, Zeitschrift für Papyrologie und Epigraphik, 99 (1993), S. 197–202
  - Eine unpublizierte Inschrift aus Warschau, Zeitschrift für Papyrologie und Epigraphik, 102 (1994), S. 307–309
  - Kolekcja inskrypcji cyprosylabicznych z Gołuchowa, Materiały z sesji poświęconej trzydziestoleciu działalności Polskiej Misji Archeologicznej w Nea Pafos na Cyprze (27-28 III 1995), Warszawa (1998), S. 169–179
  - Inscriptions grecques acquises par le Musée Nationale de Varsovie lors des fuilles franco - polonaises a Edfou, in: Tell Edfou soixante ans après. Actes du colloque franco-polonais, Le Caire - 15 octobre 1996 [= Fouilles -polonaises 4], Kairo (1999), S. 83–93
  - Die Sammlung der griechischen Inschriften im Nationalmuseum zu Warschau in: Atti, XI Congresso Internazionale di Epigrafia Greca e Latina, Roma, 18-24 settembre 1997, Rom (1999), S. 739–746.
  - Inscription of the Phoderago (KL 1839) in: The Cimmerian Bosporus, Pontos, and Barbarian World in the Period of Antiquity and Middle Ages, The Materials of the Third Bosporan Readings, Kertsch 2002, S. 292–294.
  - Produkcja wina w starożytności w: Dionizos w życiu i kulcie. Wystawa ze zbiorów Muzeum Narodowego w Warszawie (ein Ausstellungskataloge), Sosnowiec 2002, S. 29–35.
  - Greek Christian Inscriptions in the Collections of the National Museum in Warsaw, Bulletin du Musée National de Varsovie, XLI (2000), No 1-4, S. 3–10
  - Inskrypcje greckie, folder Muzeum Narodowego w Warszawie, Warschau 2003 [Greek inscriptions, folder of the National Museum in Warsaw, Warschau (2003)]
  - Kariery zawodowych sportowców w starożytności w świetle źródeł epigraficznych in: Sport i igrzyska olimpijskie w starożytności, [Ausstellungskataloge: Olimpiada. Sport w sztuce greckiej od VI w. p.n.e. do V w. n.e.; Muzeum Narodowe w Warszawie 15.05.2004 – 15.07.2004 Warschau 2004, S. 44–49]
  - Inscription of the Phoderago reconsidered, in: Bosporan Readings V, The Cimmerian Bosporus and Barbarian World in the Period of Antiquity and Middle Ages, Kertsch 2004, S. 437–441.
  - Four unpublished funerary stele from Pantikapaion, in: Bosporan Readings VI, The Cimmerian Bosporus and Barbarian World in the Period of Antiquity and Middle Ages, Period of destabilizations, catastrophes, Kertsch 2005, S. 300–305.
  - Greek Inscriptions Acquired for the National Museum in Warsaw by Professor Kazimierz Michałowski, Bulletin du Musée National de Varsovie [Volume dédié a la mémoire du professeur Kazimierz Michałowski], XLII (2001) [2006], No 1-4, S. 129–142
  - Whether Orphic nor philosopher, Bosporan Readings VIII, The Cimmerian Bosporus and Barbarian World in the Period of Antiquity and Middle Ages. Sanctuaries and Sacred Objects, Kertsch 2007, E. 361–368
  - Tłumaczenie Narodzin Grecji, Übersetzung von Early Greece von Oswyn Murray, Przekładaniec, Półrocznik Katedry UNESCO do Badań nad Przekładem i Komunikacją Międzykulturową UJ, 1-2 (2007), Nr. 18–19, S. 256–260
  - Hieromastor - an inquisitor or adviser?, Bosporan Readings IX, The Cimmerian Bosporus and Barbarian world in the Period of Antiquity and Middle Ages. Militaria., Kertsch 2008, S. 326–331.
  - Проблемы эпиграфики Боспорского царства на примере надписи KL 705 (Керченский музей), Novensia 18-19 (2008), S. 351–363
  - Poetic epitaph for Glykarion, son of Glykarion, son of Glykarion (KL 439), Bosporan readings X, Kertsch 2009, S. 540–547.
  - Priest and Poet? (CIRB 118), Bosporan readings XI, Kertsch 2010, S. 519–525
  - Wieża Babel. Rzecz o językach i formach ich zapisu. [Die Babel Turm. Sache ueber Sprachen und ihren Einschreiben] wyd. Zamek Książąt Pomorskich w Szczecinie 2010 [Ausstellungskataloge]: Język grecki [Die Griechische Sprache]: S. 29–32, Katalog: S. 33, 35; Język łacński [Die Lateinische Sprache], S. 48–51, Katalog: S 52, 53, 55; Paleografia [Palaeographie] S. 56–59
  - V.N. Zin’ko, A.V. Zin’nko, A. Twardecki, Yu.L. Belik, Issledovaniya Bosporskoi OAE, Arkheologichni Doslizhennya v Ukraini 2010, Institut Arkheologii NAN Ukrainy, Kiev (2011), ss. 117-118
  - Greek Poetry in Bosporan Kingdom, Bosporan readings XII, Kerch (2011), ss. 458-463
  - A Collegium of Hieroi in the Bosporan Kingdom? w: Pontika 2008, Recent Research on the Northern and Eastern Black Sea in Ancient Times. Proceedings of the National Conference, 21st-26th April, 2008, Kraków, BAR International Series 2240, 2011, Chapter 46, ss. 371-376

- Monographien
  - Plutarch, Czy stary człowiek powinien zajmować się polityką ? (tłumaczenie i przypisy) in: Cyceron, Plutarch: Pochwała starości, Unia Wydawnicza "Verum", Warschau 1996
  - Mały słownik sztuki starożytnej Grecji i Rzymu, Unia wydawnicza "Verum", Warszawa 1998, auch als Online-Version verfügbar (Prószyński i S-ka)
  - mit Adam Łajtar, Catalogue des inscriptions Grecques du Musée National de Varsovie, Supplement II, The Journal of Juristic Papyrology, Warschau 2003, auch als Online-Version am National Museum in Warschau Server.
  - Oswyn Murray, Narodziny Grecji [Early Greece], Übersetzung aus dem Englischen ins Polnische, Prószyński i S-ka, Warschau 2004
  - Wielki encyklopedyczny atlas. Historia świata, Wydawnictwo Naukowe PWN, Warschau 2006
  - Galeria Sztuki Starożytnej. Egipt, Bliski Wschód. Przewodnik, Muzeum Narodowe w Warszawie, Warschau 2007
  - T. Matkovskaya, A. Twardecki, S. Tokhtasev, A. Bekhter, Bosporan Funerary Stelae 2nd century BC - 3rd century AD, From the Collection of the Kerch History and Culture Reserve, Lapidary Collection, vol. III, book 2, part 1=Supplement I Bulletin of the National Museum in Warsaw, Kiew, Warschau 2009 / Боспорские надгробия II в. до н.э. — III в.н.э. Из собрания керченского историко-культурного заповедника. Лапидарная коллекция. Книга 2. Часть I=Супплемент I Bulletin of the National Museum in Warsaw, Kiew und Warschau 2009 (russisch und englisch).